# Кансузян, Ляля Вартановна
Ляля Вартановна Кансузян (род. 24 января 1956 в г. Сухуми, Абхазская АССР, СССР) — российский учёный, доктор философских наук, преподаватель социологии, философии и культурологии. Научная специализация — Философские науки. Организатор и участник крупномасштабных социологических исследований:«Ценностные ориентации студентов технического университета» (1992—2014 гг.), «Мониторинг рынка труда и востребованности программ профессиональной переподготовки и повышения кадров по новым направлениям развития техники и технологии государств-участников СНГ» (2008 г.)

## Биография и научная деятельность
В 1976 году окончила фортепианное отделение Сухумского музыкального училища.
В 1977 году окончила филологический факультет Государственного педагогического института г. Сухуми (Абхазский государственный университет).
После окончания института была оставлена на кафедре философии Абхазского государственного университета, где работала в должности старшего лаборанта — социолога, а затем преподавателем.
В 1982 году переехала в Москву, поступила в аспирантуру Института социологии РАН, где в 1993 году защитила кандидатскую диссертацию по социологии «Внутригенерационная социальная мобильность в обществе полузакрытого типа».
В 2013 году в Российском университете дружбы народов (РУДН) защитила докторскую диссертацию по социальной философии «Инженерная деятельность: социально-ценностная концепция».
В настоящее время на пенсии. Замужем. Есть сын.

## Работа в МГТУ им Н. Э. Баумана
С 1992 по 2015 работала в МГТУ им. Н. Э. Баумана.
Являлась доцентом кафедры «Социология и культурология» и заместителем декана по второму высшему образованию факультета «Социальные и гуманитарные науки».
В 2009 году занесена на Доску почёта МГТУ им. Н. Э. Баумана.
В 2012 году награждена Почётной грамотой Министерства образования и науки РФ.
Ветеран МГТУ им. Н. Э. Баумана. Ветеран труда.

## Научные работы
Автор 80 научных и учебно-методических работ по социологии, философии, философии музыки и культурологии, в том числе двух монографий:
- Философия инженерной деятельности (М.: Маска, 2009), (недоступная ссылка)
- Инженерная деятельность как предмет социально-философского анализа (М.: Этносоциум, 2012). (недоступная ссылка)